# Carl Sprinchorn (ingenjör)
Carl Gustaf Sprinchorn, född 3 januari 1863 i Skultuna, Västmanlands län, död 1 januari 1933 i Göteborg, var en svensk väg- och vattenbyggnadsingenjör och järnvägsdirektör. 
Sprinchorn, som var son till kamrer Ludvig Sprinchorn och Hildegard Littmarck, utexaminerades från Kungliga Tekniska högskolan 1886 och från militär kurs för inträde i Väg- och vattenbyggnadskåren samma år. Han blev löjtnant vid nämnda kår 1891, kapten 1901 och var major där 1914–1928. Sprinchorn var elev vid Stockholm–Rimbo järnvägsbyggnad 1884, biträdande ingenjör i västra väg- och vattenbyggnadsdistriktet 1887, i nedre norra väg- och vattenbyggnadsdistriktet 1888–1890, biträdande ingenjör vid statens järnvägsbyggnader 1890–1891, bolagets ingenjör vid Malmö–Tomelilla järnvägsbyggnad 1891–1893, arbetschef vid Klagstorp–Rydsgårds järnvägsbyggnad 1893–1894, Eslöv–Hörby järnvägsbyggnad 1896–1897 och ombyggnad av Malmö–Ystads bangård vid Malmö västra station 1896–1897. Han uppgjorde förslag till diverse järnvägar, elektriska och gasspårvägar och andra enskilda förrättningar och uppdrag 1894–1897 och ledde som järnvägsingenjör arbetena på Malmö–Kontinentens Järnväg 1897–1898, Borås–Alvesta Järnväg 1899–1903 samt var verkställande direktör och chef för Göteborg–Borås och Borås-Alvesta Järnväg 1902–1930. Sprinchorn var ledamot av Svenska Järnvägsföreningens styrelse 1912–1930 samt av flera kommunala styrelser i Göteborgs stad och ordförande i Göteborgs kyrkogårdsstyrelse. Han blev riddare av Vasaorden 1899 och av Nordstjärneorden 1921.